# The Skull (groupe)
The Skull est un supergroupe de doom metal américain, originaire de Chicago, dans l'Illinois. Il est formé en 2012 par les membres fondateurs de Trouble Eric Wagner et Jeff « Oly » Olson. Le groupe a vu défiler dans ses rangs plusieurs anciens membres de formations réputées, en particulier des musiciens ayant aussi joué avec un autre groupe phare de la scène doom metal américaine, Pentagram.

## Biographie
En février 2012, le chanteur Eric Wagner, le batteur Jeff « Oly » Olson et le bassiste Ron Holzner, tous anciens membres du groupe de doom metal Trouble annoncent la formation de The Skull, un nouveau projet empruntant son nom au deuxième album de leur ancienne formation dont ils entendent ainsi perpétuer le style. Quelques semaines plus tard, ils annoncent dans un premier temps le recrutement temporaire de l'ancien guitariste de Megadeth Glen Drover pour les accompagner sur leurs prochaines dates de concert avant de se raviser en d'embaucher à ce poste Lothar Keller et Michael Carpenter en mars. Deux mois plus tard, Olson annonce son départ du groupe en prétextant vouloir attendre une reformation du line-up original de Trouble pour en interpréter de nouveau les morceaux. Il est remplacé par Brad « Sabbath » Sabathne, membre comme Lothar Keller du groupe de power metal Sacred Dawn.
Durant l'été 2012 The Skull donne quelques concerts dans le cadre de petits festivals de doom metal en Allemagne et aux États-Unis. En novembre, ils effectuent une série de dates aux Pays-Bas, en Allemagne, en Autriche et en Suède. Si le groupe ne donne que peu de concerts en 2013, l'année est marquée en août par le retour d'un Jeff Oslon désireux de s'attaquer de nouveau au répertoire de Trouble après sa participation au projet In-Graved du guitariste de Pentagram Victor Griffin. À l'automne, The Skull rentre en studio avec Billy Anderson qui avait déjà produit des groupes comme High on Fire, Sleep ou Neurosis.
Le groupe signe un concert avec Tee Pee Records en février 2014. En mars le guitariste Michael Carpenter est remplacé par Chuck Robinson, un ancien bassiste de Trouble. Deux singles sont publiés début avril, juste avant que Robinson ne soit remplacé à son tour par Matt Goldsborough, un ancien membre de Pentagram. L'album For Those Which Are Asleep sort en novembre 2014.
En janvier 2015, Olson quitte de nouveau le groupe. Il est remplacé deux mois plus tard par l'ancien batteur de Pentagram Sean Saley. Après avoir concentré ses efforts sur le territoire américain, le groupe fait son retour en Europe au printemps 2016 et donne trois concerts dans le cadre du Roadburn Festival avant de participer deux mois plus tard au Hellfest. En octobre ils ouvrent pour Saint Vitus sur une série de dates américaines avant de revenir en tête d'affiche en Europe accompagnés de Witch Mountain dont leur nouveau guitariste, Rob Wrong, est aussi membre. A cette occasion ils participent au festival Hammer of Doom. Cette même année ils sont rejoints par l'ancien batteur de Cathedral Brian Dixon.

## Membres

### Membres actuels
- Eric Wagner (Trouble, Lid, Blackfinger) - chant (depuis 2012)
- Ron Holzner (Trouble, Place of Skulls, Novembers Doom, Earthen Grave, Debris Inc., Wet Animal) - basse (depuis 2012)
- Lothar Keller (Divinity Compromised, Sacred Dawn, Spillage)  - guitare (depuis 2012)
- Rob Wrong (Witch Mountain)  - guitare (depuis 2015)
- Brian Dixon (Cathedral) - batterie (depuis 2016)

### Anciens membres
- Sean Saley (Pentagram) - batterie (2015-2016)
- Jeff Olson (Trouble, Wet Animal, Victor Griffin's In-Graved) - batterie (2012, 2013-2015)
- Matt Goldsborough (Pentagram) - guitare (2014-2015)
- Chuck Robinson (Trouble, Blackfinger) - guitare (2014)
- Michael Carpenter - guitare (2012-2014)
- Kevin Tarpey - batterie (2012-2013)
- Brad Sabathne - batterie (2012)

## Discographie
- 2014 : For Those Which Are Asleep
- 2016 : The Skull (EP)